# 구복류
구복류(溝腹類)는 구복아강(溝腹亞綱, Neomeniomorpha)에 속하는 연체동물의 총칭이다. 미공류와 함께 무판강으로 분류되기도 한다. 미공류보다는 형태나 생태적 특성이 진화한 분류군이다. 몸은 둥글고, 머리의 발달은 나쁘다. 몸통의 배쪽 중아에 한 줄기의 족구가 복면 전체에 걸쳐 있는데, 이는 미공류의 족순이나 다른 여체동물의 발과 상동기관이다. 족구는 흡반역할을 하기도 하며, 점액을 분비하기도 한다. 족구를 제외한 외투막은 작피층으로 덮여 있고, 석회질성 골편을 가진다. 입은 몸의 앞끝에 열려 있고, 입의 바로 앞에는 구전강이라는 빈곳이 있으며, 구전강의 내면에는 감각성 유두가 나 있다.

## 참고 문헌
- 《동물분류학》 - 한국동물분류학회(2008), 집현사